# Кифу
Кифу (яп. 棋譜) — запись партии в го.

## История
Термин Кифу родом из Китая, где записи партий именовались ципу (кит. трад. 棋譜, упр. 棋谱, пиньинь qípǔ). Самые ранние кифу го содержатся в книге «Принципы го» (кит. упр. 弈旨, пиньинь Yì Zhǐ, палл. И Чжи) авторства Бань Гу. До настоящего времени сохранились тысячи кифу партий в го и сёги периода Эдо. Кифу партий Хонъимбо Сюсаку были опубликованы Нихон Киин.

## Реализация
Кифу для партий го представляет собой бумажный бланк с сеткой 19х19. В настоящее время используется компьютерная запись партий в формате SGF и других; запись партий на бумажных носителях используется во время крупных титульных турниров; для записи партии приглашается специальный человек. Во время любительских турниров игроки чаще используют компьютерные устройства ради экономии времени.